# Mytologi
En mytologi betegner en samling af religiøse myter/legender/folklore, der opfattes som sande forklaringer på kosmologiske sammenhæng fra en overnaturlig synsvinkel. Ordet stammer fra græsk, μυθολογία (mythología), hvor det betød historiefortælling, legende eller overlevering. Mytologi er derudover også en betegnelse for indsamling og studier af myter, hvilket også kaldes mytografi. Studiet af mytologier og myter fra forskellige kulturer kaldes komparativ eller sammenlignende mytologi.

## Terminologi
Ordet mythología er sammensat μύθος (mythos) og λόγος (logos), der betyder henholdsvis en/et fortælling/tale/faktum og at fortælle/fremføre/tale/genfortælle/studere/ræsonere/argumentere. Verbet μυθολογείν (mythologein) stammer fra sammensætningen af de to termer, og betyder, at fortælle myter Allerede Aristoteles beskæftigede sig med analyse af myter og deres funktion.
I nyere tid har termen mytologi været brugt i europæisk sammenhæng siden 15. århundrede, dengang primært i betydningen "studiet af eller redegørelse for myter". Betydningen "samling af myter" stammer fra 1781. I senere tid er betydningen blevet yderligere udvidet; det kan i dag fx også være en hentydning til kollektive eller personlige ideologier eller socialt konstruerede sandheder. I denne sammenhæng forstås myten som et middel til at skabe sammenhold eller integration i et socialt fællesskab.
Myte bliver i dagligsproget ofte brugt synonymt med legende eller allegori, mens der inden for religionsvidenskab og beslægtede studier normalt skelnes skarpere mellem disse fænomener. Ordet kom ind i dansk sprogbrug i 19. århundrede, og i Ordbog over det danske sprog blev følgende betydninger registreret:
1. Fra gammel tid overleveret fortælling om (hedenske) guders liv, bedrifter osv.; gudesagn.
2. (Op)digtet fortælling, der helt eller delvis mangler virkelighedsgrundlag; eventyr; usandfærdig eller urimelig fortælling eller beretning; fabel.
3. Uden forestilling om en afsluttet beretning: løs snak; digt; løgn; noget opdigtet.

Ikke alle traditionelle fortællinger er imidlertid myter; i modsætninger til eventyr og sagn involverer en myte altid uforklarlige fænomener. Især i fortællinger om det guddommelige, fx guder eller halvguder, og/eller i beretninger om urtiden, fx med verdens skabelse som udgangspunkt; andre fortællinger kan dog sagtens indeholde mytologisk stof og/eller bygge på egentlige myter. Legender og sagn betegner derimod normalt fortællinger om begivenheder i historisk tid, med menneskelige aktører som hovedpersoner. Eventyr mangler i hovedreglen en historisk kontekst og indeholder gerne forskellige former for overnaturlige væsener, der dog aldrig skal opfattes som egentlige guder.
En skarp opdeling mellem de forskellige typer af fortællinger bliver dog også mødt af kritik; et af argumenterne mod en fastlåst kategorisering er, at den kan skabe forvirring, selvom distinktionen mellem egentlige myter, legender og eventyr umiddelbart virker simpel. Opdelingen tager fx ikke hensyn til, at alle myter ikke nødvendigvis var knyttet til religiøse forestillinger, følelser eller praksis. Den eksklusive definition af myte kontra øvrige traditionelle fortællinger kan med andre ord være nyttig, men er i realiteten kun en akademisk distinktion og ikke en realitet i sig selv. Nogle religionsforskere vil endog gå endnu videre og helt afvise den moderne betydning af termen til fordel for den oprindelige, hvor myter er historier med personligheder som hovedfigurer – guddommelige, menneskelige eller endog dyriske.
I begyndelsen af vor tidsregning var man i den græsk-romerske verden begyndt at bruge termen μῦθος (muthos)/mythus i betydningen fabel, fiktion, løgn; de ældste kristne forfattere brugte derfor ordet i denne betydning, den blev derfor en del af den almindelige sprogbrug.

## Karakteristik
Mytologier afspejler i høj grad de samfund, hvori de benyttes, da myterne ofte er knyttet til et bestemt samfunds åndelige og religiøse liv, og i reglen bliver støttet af dets religiøse ledere. Når fortællingerne mister forbindelsen til de samfundsbærende institutioner, mister de i reglen hurtigt deres religiøse betydning og får karaktér af eventyr og legender. Derfor er traditionelle folkloristiske fortællinger nært relaterede til mytologi, og udgør reelt en underkategori af myter adskilt fra de hellige beretninger. Myter fungerede ofte som forklaring på både universelle kosmologiske og lokale forhold, fx verdens skabelse eller oprindelsen til lokale naturfænomener, sædvaner, konventioner og ritualer, hvis betydning ellers ikke kunne forklares.[kilde mangler]
I hovedreglen betegner myter traditionelle fortællinger i historiske kulturer, som fx den græske og den nordiske mytologi. Mange myter blev oprindeligt til i en mundtlig tradition, og blev først på et sent tidspunkt skrevet ned og overleveret i en mere fast form og er derfor overleveret i flere forskellige versioner. Mytologier er et korpus af relaterede fortællinger, der har en særlig status indenfor en bestemt kultur eller samfund. De mytologiske repræsentationer får deres autoritet gennem tradition, dvs. de er ikke blevet opfundet eller accepteret som sandheden på et bestemt tidspunkt, men er i stedet resultatet af en proces, hvor bestemte idéer og forestillinger får den særlige status gennem overlevering og tilknytning til institutioner. Mytologien er således produkt af en ubevidst proces, der er uafhængig af vilje og tanke. Iflg. en af tidligste religionsforskere i moderne forstand, F. W. J. Schelling, er det individuelle menneske kun et instrument i denne proces; den går ud over den enkeltes horisont, og følges uden at den forstås. I nyere teorier er man som regel mindre tilbøjelige til helt at negligere enkeltindividets indflydelse og afkoble den frie viljes betydning for etableringen af et mytologisk korpus. Dette er muligvis en følge af den forherligelse af egoet, som romantikken medvirkede til at udvikle og Anthony Giddens langt senere gav en sociologisk fortolkning af.
Det moderne studie af mytologi begyndte i oplysningstiden, og nogle af de mest indflydelsesrige personer i dets udvikling er bl.a. Vico, Schelling, Schiller, Jung, Freud, Lévy-Bruhl, Roland Barthes, Lévi-Strauss, Frye og Myte-og-ritual skolen.
De individuelle myter eller myterne, der indgår i en mytologi, kan klassificeres på forskellig vis, i en af de mest udbredte og benyttede tager inddelingen udgangspunkt i mytens funktion:
- Ritual myter forklarer procedurer og handlingers betydning i forbindelse bestemte ritualer og/eller rituel praksis tilknyttet bestemte helligsteder.

- Oprindelsesmyter (ætiologier) beskriver hvor bestemte sædvaner, regler, navne eller fænomener stammer fra.
- Skabelsesmyter, beskriver hvordan verden eller universet opstod.
- Eskatologiske myter er beretninger, der omhandler begivenheder i forbindelse med afslutningen på den nuværende verden. De beskriver fremtidige forhold, der skal forstås i en mytologisk sammenhæng.
- Sociale myter skal styrke eller værne om sociale værdier og/eller sædvaner.
- Trickster myter, der behandler guders og/eller mytologiske heltes bedrag og tricks.

## Relaterede koncepter
Myter er en narrativ genre der er beslægtet med genrer som fabler, legender, folklore, eventyr og anekdoter; men selvom mytegenren udgør en selvstændig kategori, er der ofte mange overlap med de øvrige litterære genrer. I 19. århundrede begyndte man i kredse, der var påvirket af den romanticistiske strømning interessere sig for den eventyr og folkelige overlevering i en videnskabelig sammenhæng, og folklorister som brødrene Grimm og Elias Lönnrot, opfattede folkloren som eroderede brudstykker af en ældre mytologi.[kilde mangler] I litteraturen havde man længe bevidst brugt mytologiske temaer, en tradition, der i realiteten kan følges helt tilbage til Homer. Historien i sådanne tekster kan derfor udspille sig i en mytologisk kontekst, uden selv at være en reel myte; fx byggede de middelalderlige romancer hovedsageligt på mytologisk materiale, men var en ren litterær genre.[kilde mangler]

Euhemerisme er en betegnelse for rationalisering af mytologier og mytiske begivenheder, hvor temaer, der tidligere havde en ren mytologisk karaktér, bliver placeret i virkelig kontekst; fx at myterne i virkeligheden beskriver historiske hændelser i en fjern fortid. Dette skete gerne som følge af et paradigme eller religionsskifte; et eksempel er islændingen Snorre Sturlasons omskrivning af de hedenske myter i sit værk Heimskringla, hvor aseguden Odin optræder som en historisk konge fra Asien.[kilde mangler] Omvendt kan historisk og litterært materiale med tiden få mytologisk karaktér, fx Matière de France, der er baseret på historiske begivenheder fra mellem 5. og 8. århundrede, der i første omgang dannede basis for episke digte og siden hen udvikledes til en egentlig mytologi. Den engelske filolog og forfatter J. R. R. Tolkien har kaldt den bevidste konstruktion af en mytologi for mythopoeia. Et sådant projekt blev bl.a. foreslået af den nazistiske ideolog Alfred Rosenberg i 1930’erne.[kilde mangler]

## Komparativ mytologi
Komparativ mytologi er systematisk sammenligning af myter fra forskellige kulturer; formålet er at afdække, hvilke underlæggende temaer der er fælles for mytologier i forskellige kulturer. Ligheder og fællestræk mellem mytologiske traditioner kan tolkes som tegn på forbindelser mellem dem, det kan enten være en fælles oprindelse, fx en protomytologi der med tiden er blevet opsplittet i flere, indlån fra fælles inspirationskilde eller fra samme fænomen. I 19. århundrede var tolkningen af myter i høj grad fokuseret på sammenligning mellem mytologier, og målet med var ofte at påvise et fælles ophav for alle myter; et berømt eksempel på et sådant arbejde er James George Frazers The Golden Bough.
I nyere tid har religionsforskere generelt indtaget en mere forsigtig position i forhold til sammenligninger, hvor generaliseringer og universelle udsagn om mytologiers natur er blevet undgået. Fokus har i stedet ligget på den historiske kontekst mytologien er en del af, og dens relation til andre elementer af religionen; især ritualer. En prominent undtagelse fra denne tendens i nyere tid er dog Joseph Campbell, der i sin bog The Hero With a Thousand Faces søgte at påvise, at alle heltesagn havde den samme struktur. Denne teori om en monomyte har imidlertid kun vundet begrænset tilslutning indenfor religionsvidenskaben.

## Religion og mytologi
Modsat den definition af ordet myte, der er nævnt ovenfor, er der ingen af de videnskabelige definitioner på ordet myte og mytologi, der nødvendigvis indebærer, at en myte er usand; i reglen defineres ordet i stedet som en hellig eller traditionel fortælling eller en beretning om guder, hvor en eventuel sandhedsværdi ingen betydning har; fx betegnes hellige tekster i abrahamitiske religioner også som myter, uden at det nødvendigvis skal forstås som en fornærmelse over for kristne eller muslimer. Den kristne filolog og forfatter C. S. Lewis skelnede fx skarpt mellem myte og løgnagtighed, da han betegnede Kristi liv som både en myte og et faktum. Indenfor mytologiens kulturelle kontekst bliver myter derimod opfattet som repræsentationer af en absolut sandhed [kilde mangler].
Mange myter, som fx ritualmyter, skal helt klart forstås som en integreret del af en religion, men, medmindre vi udelukkende definerer hellige historier som myter og ikke blot traditionelle, det inkluderer ikke nødvendigvis alle myter. Klassicisten G. S. Kirk har fx bemærket at, "many myths embody a belief in the supernatural [...] but many other myths, or what seem like myths, do not". Som eksempel bruger Kirk Ødipusmyten, som ifølge ham kun på et overfladisk plan er associeret med religion og det overnaturlige, og derfor ikke kan karakteriseres som en hellig historie. (NB: folklorister vil normalt ikke klassificere fortællingen om Ødipus som en myte, af samme årsag.)

## Myters dannelse
Robert Graves skrev, at græsk mytologi may be defined as the reduction to narrative shorthand of ritual mime performed on public festivals, and in many cases recorded pictorially.. Graves var stærkt influeret af Frazers mytografi The Golden Bough. Et lignende og i dag udbredt synspunkt er, at myter er opstået på grundlag af en række kulturelle behov; myter kan bl.a. autorisere et samfunds kulturelle institutioner ved at forbinde dem med en universel sandhed; eller myter kan retfærdiggøre uligheder mellem fx samfundsklasser eller befolkningsgrupper. Denne karakteristik af myter sætter fokus på mytens funktion, som udtrykker fælles forventninger til strukturelle forhold i samfundet eller i en organiseret gruppe, ligesom den er et udtryk for de forventninger, der skal indfries, hvis myten skal fungere i praksis.
Alle kulturer har gennem historien udviklet deres egen mytologi, sammensat af mytiske genfortællinger af legendariske og religiøse begivenheder. Den symbolske betydning af fortællingerne i det enkelte samfund bevirker, at de kan overleve over lang tid gennem overlevering fra generation til generation; men i samme øjeblik symbolikken mister mening, mister mytologien imidlertid sin betydning.

## Tolkningsmodeller
Dette afsnit omhandler tendenser indenfor tolkning og analyse af mytologier generelt; for en beskrivelse af komparativ mytologi, der specifikt beskæftiger sig med ligheder mellem forskellige mytologier, se ovenfor.

### Førmoderne teorier
Mange af de tidlige kulturer og religioner indeholdt en symbolsk forståelse af myter og mytologi, hvor myter blev betragtet som mere end blot historiske fortællinger, idet de blev set som afspejlinger af dybe, universelle sandheder og indre tilstande.
Kritisk fortolkning af myter kendes allerede fra den før-sokratiske filosofi i Grækenland, ofte som led i en religionskritisk tradition. Euhemerus var en af de vigtigste førmoderne mytologer; han tolkede myter som levn til virkelige begivenheder, der var blevet forvansket gennem utallige genfortællinger.Aristoteles interesserede sig for mytens funktion. Den kunne både fungere som en efterligning af praksis og som en renselse af sjælen ved at imitere det æstetiske. En anden var den romerske politiker og forfatter Varro, han skelnede mellem tre forskellige aspekter af teologi, da han udover den politiske (sociale) og naturlige (fysiske) tilgang til det guddommelige også anerkendte en mytologisk teologi.[kilde mangler]
Da interessen for den hedenske polyteisme blev genopvakt i renæssancen, blev der udgivet flere mytografiske værker; heriblandt Theologia mythologica fra 1532.

### Videnskabeliggørelse i 19. årh.
De første egentlige videnskabelige teorier om mytologi blev fremsat i anden halvdel af 19. århundrede. Overordnet set blev myterne i teorierne fra denne periode beskrevet som en i værste fald fejlagtig og i bedste fald forældet form for tankegang; myterne blev fx i flere tilfælde karakteriseret som et primitivt modstykke til den moderne videnskab, dvs. som fejlagtige forklaringer på verdens indretning. Et eksempel på denne tilgang er den britiske antropolog E. B. Tylor, som beskrev myter som det tidlige menneskes forsøg på at forklare naturfænomener; ude at være i stand til at opfatte de upersonlige naturkræfter, besjælede man i stedet objekter i naturen, hvilket førte til at animisme opstod som religion. Tylor bar evolutionist, men ifølge ham lå forskellen på primitive og moderne mennesker imidlertid ikke i deres mentale kapacitet, som ellers var en udbredt formodning i hans egen samtid, men i deres uddannelsesniveau. En anden indflydelsesrig filolog var Max Müller, der beskrev myter som en "sygdom i sproget". Han spekulerede i om myter var opstået pga. manglen på intetkøn og ord for abstrakte begreber i de ældste sprog, hvilket medføret dannelsen af antropomorfe figurer i talesproget; de skulle så med tiden være blevet taget bogstaveligt, og blive til idéer om naturfænomener som bevidste væsner.
Antropologen James Frazer anså myter for at være en misforståelse af magiske ritualer, som i sig selv var en misforståelse af naturlovene. Ifølge Frazer, havde mennesket oprindeligt en tro på upersonlige magiske love, men da det efterhånden blev åbenbart, at disse love ikke fungerede, begyndte man i stedet at tro på at det var personlige guder, som styrede verden; det skabte grundlaget for mytologi. Samtidig fortsatte man med at udføre magiske ritualer, men nu genfortolket som gentagelse af mytologiske begivenheder. I sidste ende vil menneskets imidlertid erkende, at naturen følger naturlovene, og da opdage deres sande natur gennem videnskaben. I Frazers skema fulgte udviklingen en vej, der førte fra magi gennem mytologi (religion) til videnskab.
Ved at beskrive mytologi som en primitivt modstykke til den moderne videnskab, blev det i disse antydet, at det morderne menneske burde afvise de mytologiske forklaringsmodeller og dermed religion.

### Teorier i 20. årh.
I 20. århundrede blev hovedparten af de teorier om mytologi, der blev fremsat i det forgående århundrede, afvist; især idéen om mytologi som modsætningen til videnskab. I stedet har forskere overordnet set søgt at beskrive mytologi som komplementær til eller en del af videnskabelige studier. Derfor har afvisning af mytologi som en forældet tankeform også kun sjældent været en underliggende tendens i de nyere teorier.
Roland Barthes opfatter således myten som et symbolsk tegnsystem, mens Ernst Jünger anser myten for at være et redskab til at skabe lydige samfundsborgere. Mytens funktion er i dette perspektiv at skabe sammenhold i en gruppe eller en nation. Myter om fortidige heltegerninger kan fx bruges som argumenter i værdikampen.
Niklas Luhmanns teori om kompleksitet kan ligeledes benyttes som en forklaring på, at myter stadig har en betydning i det digitaliserede samfund. Myter et et af redskaberne til at reducere (og gennemskue) kompleksiteten.
Psykologi var et nyt forskningsfelt i begyndelsen af 20. århundrede, og den schweiziske psykoanalytiker Carl Jung, forsøgte sammen med sine samarbejdspartere, at forstå det psykologiske grundlag for myternes verden. Jung mente, at mytologiernes guder ikke skulle forstås som materielle objekter, men i stedet som arketypiske repræsentationer af de mentale tilstande, psykiske oplevelser og følelser, der deles af alle mennesker. Han og hans tilhængere mente, at disse arketyper har en direkte påvirkning på underbevidsthedens erkendelse og forståelse af omgivelserne. Joseph Campbell, der var meget inspireret af Jung, mente fx, at den indsigt i psykologi, man opnåede gennem mytologisk materiale, med fordel kunne overføres til den enkeltes liv.
I lighed med psykoanalytikerne mente Claude Lévi-Strauss, at mytologier var en afspejling af mentale mønstre, men han anså disse for i højere grad at være faste strukturer. Han mente især, at binære strukturer, der bestod af modsætninger (fx rå-kogt & natur-kultur), var et centralt element i den menneskelige forståelse og kategorisering af omverdenen; de mytologiske temaer var derfor snarere udtryk for kategorisering og strukturering end ubevidste følelser og behov.
I sit appendiks til Myths, Dreams and Mysteries fra 1959 og i Myten om den evige genkomst  fra 1949 skrev den rumænske religionshistoriker Mircea Eliade at, det moderne menneskes usikkerhed skyldtes dets afvisning af mytologi og forestillingen om hellighed.[kilde mangler] Den danske filosof Ole Fogh Kirkeby hævder, at dette er en følge af rationalismens affortryllese af verden. Myten har ifølge denne opfattelse en vigtig magisk funktion, også i det senmoderne samfund.